# HAL HTT-40
L' HAL HTT-40 è un addestratore avanzato con ala bassa ed abitacolo biposto in tandem, progettato e costruito dall'azienda aeronautica indiana Hindustan Aeronautics (HAL).

## Storia del progetto
Progettato dall'azienda indiana HAL, l'HTT-40 è stato sviluppato a partire dal 2012 per sostituire l'oramai superato HPT-32 Deepak. Il velivolo si pone nella stessa classe di addestratori comprendente lo svizzero Pilatus PC-21 e lo statunitense Beechcraft T-6 Texan II.
Per la propulsione fu selezionata, il 21 giugno 2015, la turboelica Honeywell Garret TPE331-12B dotata di elica quadripala. 
Il roll-out del primo prototipo dell'HTT-40 avvenne il 2 febbraio 2016. 
Il primo volo è avvenuto il 31 maggio 2016 ed ai comandi del velivolo vi era il capo collaudatore della HAL, capitano Subramaniam. Durante il volo, della durata di 31 minuti, il pilota testò le prestazioni dell'aereo che risultarono soddisfacenti.
L'11 agosto 2020, a seguito della loro certificazione, il  Ministero della Difesa indiano ha accettato di acquisire il primo velivolo di una prima tranche di 70 addestratori, mentre altri 36 dovrebbero essere acquisiti successivamente, una volta che l'IAF avrà reso operativo il primo lotto di istruttori. Il secondo prototipo ha volato il 19 maggio 2017, e la durata del volo è stata di un'ora. L'ordine definitivo per 70 esemplari è stato firmato il 20 ottobre 2022.

## Tecnica
Dotato di ala bassa ed abitacolo biposto in tandem, il velivolo presenta un abitacolo climaticzzato, schermi multifunzione, un sistema automatico di controllo (FADEC) del motore e sediolini eiettabili del tipo zero-zero.

## Utilizzatori
India
- Bhāratīya Vāyu Senā

70 HTT-40 (il requisito è per 106 velivoli) selezionati ad agosto 2020 ed ordinati definitivamente il 7 marzo 2023.